# طواف إيطاليا للسيدات 2023
طواف إيطاليا للسيدات 2023 (بالإيطالية: Giro Donne 2023)‏ هو سباق دراجات هوائية، وهو الموسم الرابع والثلاثين من طواف إيطاليا للسيدات، وأقيم خلال الفترة من 30 يونيو 2023، وحتى 9 يوليو 2023 ضمن سباقات طواف العالم للدراجات للسيدات 2023، وشارك فيه  167 متسابقاً ووصل إلى نهايته  133 متسابقاً.
فاز في تصنيف الجبال وفي ترتيب النقاط وبالمركز الأول أنيميك فان فليوتن، وفاز بالمركز الثاني جولييت لابوس، وفاز في ترتيب النقاط للشباب وبالمركز الثالث Gaia Realini ‏، وفاز في ترتيب الفرق 2023 Movistar Women ‏، وتصدر تصنيف طواف العالم ديمي فوليرينغ.

## الفرق
| فرق سيدات عالمية (15)- موفيستار للسيدات ‏ - كانيون–إس آر إيه إم ريسينغ 2023 ‏ - EF Education–Tibco–SVB ‏ - FDJ–Suez ‏ - بلانتور بورا سيلينج تيم ‏ - رالي سايكلنج 2023 ‏ - فريق كوجياس ميتلر لوك برو للدراجات ‏ - ليف ريسينغ ‏ - فريق سنويب للسيدات ‏ - Liv AlUla Jayco ‏ - جامبو فيسما للسيدات ‏ - إس دي وركس 2023 ‏ - Lidl–Trek (women's team) ‏ - يو أي أيه تيم 2023 ‏ - فريق أونو إكس برو للدراجات للسيدات 2023 ‏ فرق دراجات قارية سيدات (9)- إن إكس تي جي ريسينغ ‏ - Aromitalia–Basso Bikes–Vaiano ‏ - بيبينك ‏ - بيزكايا دورانجو ‏ - Born To Win–Zhiraf–G20 ‏ - GB Junior Team Piemonte Pedale Castanese A.S.D.‏ - Isolmant–Premac–Vittoria ‏ - Team Mendelspeck ‏ - توب قيرلز فسى برتولو 2023 ‏ |  |
| |  |

## المراحل
| قائمة المراحل | قائمة المراحل | قائمة المراحل                       | قائمة المراحل         | قائمة المراحل | قائمة المراحل      | قائمة المراحل     |
| المرحلة       | التاريخ       | الدورة                              |                       | المسافة (كم)  | الفائز بالمرحلة    | القائد العام      |
| ------------- | ------------- | ----------------------------------- | --------------------- | ------------- | ------------------ | ----------------- |
| المرحلة 1     | 30 يونيو      | تشيانسيانو تيرمي – تشيانسيانو تيرمي | مرحلة سباق الزمن فردي | 4٫4           | تم إلغاء السباق ‏   | تم إلغاء السباق ‏  |
| المرحلة 2     | 1 يوليو       | باجنو أ ريبولي – مارادي             | مرحلة التلال          | 102٫1         | أنيميك فان فليوتن  | أنيميك فان فليوتن |
| المرحلة 3     | 2 يوليو       | فورمجيني – مُودِنة                    | مرحلة مستوية          | 118٫2         | لورينا ويبيس       | أنيميك فان فليوتن |
| المرحلة 4     | 3 يوليو       | فِدِنزة – بورجو فال دي تارو           | مرحلة التلال          | 134           | إليسا ونغو بورغيني | أنيميك فان فليوتن |
| المرحلة 5     | 4 يوليو       | سلاسة – سيريس بييدمونت              | مرحلة جبلية           | 143٫3         | أنطونيا نيدرماير   | أنيميك فان فليوتن |
| المرحلة 6     | 5 يوليو       | كانيلي – كانيلي                     | مرحلة جبلية           | 104٫4         | أنيميك فان فليوتن  | أنيميك فان فليوتن |
| المرحلة 7     | 6 يوليو       | ألبينجا – ألاسيو                    | مرحلة التلال          | 109٫1         | أنيميك فان فليوتن  | أنيميك فان فليوتن |
| المرحلة 8     | 8 يوليو       | نوورو – سَسارة                       | مرحلة التلال          | 125٫7         | Blanka Vas ‏        | أنيميك فان فليوتن |
| المرحلة 9     | 9 يوليو       | سَسارة – أولبيا                      | مرحلة التلال          | 126٫8         | كيارا كونسوني      | أنيميك فان فليوتن |

## النتيجة

### مرحلة 1
هي مرحلة من نوع سباق زمن فردي، أقيمت في 30 يونيو 2023، وامتدّت لمسافة 4.4 كيلومتر. فاز بالمركز الأول، وتصدر الترتيب العام في نهاية المرحلة تم إلغاء السباق ‏.

### مرحلة 2
هي مرحلة جبلية، أقيمت في 1 يوليو 2023، وامتدّت لمسافة 102.1 كيلومتر. فاز بالمركز الأول، وتصدر ترتيب النقاط وترتيب التسلق والترتيب العام في نهاية المرحلة أنيميك فان فليوتن، وتصدر ترتيب الفرق 2023 FDJ-Suez ‏، وتصدر تصنيف الجنسيات إليسا ونغو بورغيني، وتصدر ترتيب النقاط للشباب Gaia Realini ‏.
| التصنيف العام | التصنيف العام            | التصنيف العام             | التصنيف العام | التصنيف العام |
| المتسابقة     | المتسابقة                | الفريق                    | الوقت         |               |
| ------------- | ------------------------ | ------------------------- | ------------- | ------------- |
| 1             | أنيميك فان فليوتن        | موفيستار للسيدات ‏         | 2 س 39 د 56 ث |               |
| 2             | سيسيلي أوتوب لودفيغ      | FDJ–Suez ‏                 | + 49 ث        |               |
| 3             | جولييت لابوس             | فريق سنويب للسيدات ‏       | + 51 ث        |               |
| 4             | إليسا ونغو بورغيني       | Lidl–Trek (women's team) ‏ | + 55 ث        |               |
| 5             | أني سانستيبان            | Liv AlUla Jayco ‏          | + 55 ث        |               |
| 6             | مارغريتا فيكتوريا غارسيا | ليف ريسينغ ‏               | + 55 ث        |               |
| 7             | مارتا كافالي             | FDJ–Suez ‏                 | + 55 ث        |               |
| 8             | إيريكا ماجندي            | يو أي أيه تيم ‏            | + 55 ث        |               |
| 9             | Veronica Ewers ‏          | EF Education–Tibco–SVB ‏   | + 55 ث        |               |
| 10            | Évita Muzic ‏             | FDJ–Suez ‏                 | + 55 ث        |               |
|               |                          |                           |               |               |
|               |                          |                           |               |               |

### مرحلة 3
هي مرحلة مستوية، أقيمت في 2 يوليو 2023، وامتدّت لمسافة 118.2 كيلومتر. فاز بالمركز الأول لورينا ويبيس، وتصدر ترتيب التسلق مارتا كافالي، وتصدر تصنيف الجنسيات إليسا ونغو بورغيني، وتصدر ترتيب الفرق 2023 FDJ-Suez ‏، وتصدر الترتيب العام في نهاية المرحلة وترتيب النقاط أنيميك فان فليوتن، وتصدر ترتيب النقاط للشباب Gaia Realini ‏.
| التصنيف العام | التصنيف العام            | التصنيف العام             | التصنيف العام | التصنيف العام |
| المتسابقة     | المتسابقة                | الفريق                    | الوقت         |               |
| ------------- | ------------------------ | ------------------------- | ------------- | ------------- |
| 1             | أنيميك فان فليوتن        | موفيستار للسيدات ‏         | 5 س 32 د 29 ث |               |
| 2             | سيسيلي أوتوب لودفيغ      | FDJ–Suez ‏                 | + 49 ث        |               |
| 3             | جولييت لابوس             | فريق سنويب للسيدات ‏       | + 51 ث        |               |
| 4             | مارغريتا فيكتوريا غارسيا | ليف ريسينغ ‏               | + 55 ث        |               |
| 5             | إليسا ونغو بورغيني       | Lidl–Trek (women's team) ‏ | + 55 ث        |               |
| 6             | Veronica Ewers ‏          | EF Education–Tibco–SVB ‏   | + 55 ث        |               |
| 7             | أني سانستيبان            | Liv AlUla Jayco ‏          | + 55 ث        |               |
| 8             | مارتا كافالي             | FDJ–Suez ‏                 | + 55 ث        |               |
| 9             | إيريكا ماجندي            | يو أي أيه تيم ‏            | + 55 ث        |               |
| 10            | Gaia Realini ‏            | Lidl–Trek (women's team) ‏ | + 59 ث        |               |
|               |                          |                           |               |               |
|               |                          |                           |               |               |

### مرحلة 4
هي مرحلة جبلية، أقيمت في 3 يوليو 2023، وامتدّت لمسافة 134.0 كيلومتر. فاز بالمركز الأول، وتصدر تصنيف الجنسيات إليسا ونغو بورغيني، وتصدر ترتيب التسلق مارتا كافالي، وتصدر ترتيب الفرق 2023 FDJ-Suez ‏، وتصدر الترتيب العام في نهاية المرحلة وترتيب النقاط أنيميك فان فليوتن، وتصدر ترتيب النقاط للشباب Gaia Realini ‏.
| التصنيف العام | التصنيف العام            | التصنيف العام             | التصنيف العام | التصنيف العام |
| المتسابقة     | المتسابقة                | الفريق                    | الوقت         |               |
| ------------- | ------------------------ | ------------------------- | ------------- | ------------- |
| 1             | أنيميك فان فليوتن        | موفيستار للسيدات ‏         | 9 س 05 د 33 ث |               |
| 2             | إليسا ونغو بورغيني       | Lidl–Trek (women's team) ‏ | + 49 ث        |               |
| 3             | Veronica Ewers ‏          | EF Education–Tibco–SVB ‏   | + 53 ث        |               |
| 4             | سيسيلي أوتوب لودفيغ      | FDJ–Suez ‏                 | + 1 د 33 ث    |               |
| 5             | جولييت لابوس             | فريق سنويب للسيدات ‏       | + 1 د 35 ث    |               |
| 6             | مارغريتا فيكتوريا غارسيا | ليف ريسينغ ‏               | + 1 د 39 ث    |               |
| 7             | أني سانستيبان            | Liv AlUla Jayco ‏          | + 1 د 39 ث    |               |
| 8             | مارتا كافالي             | FDJ–Suez ‏                 | + 1 د 39 ث    |               |
| 9             | إيريكا ماجندي            | يو أي أيه تيم ‏            | + 1 د 39 ث    |               |
| 10            | Gaia Realini ‏            | Lidl–Trek (women's team) ‏ | + 1 د 43 ث    |               |
|               |                          |                           |               |               |
|               |                          |                           |               |               |

### مرحلة 5
هي مرحلة جبلية، أقيمت في 4 يوليو 2023، وامتدّت لمسافة 143.3 كيلومتر. فاز بالمركز الأول، وتصدر ترتيب النقاط للشباب أنطونيا نيدرماير، وتصدر الترتيب العام في نهاية المرحلة وترتيب النقاط وترتيب التسلق أنيميك فان فليوتن، وتصدر ترتيب الفرق Trek-Segafredo Women 2023 ‏.
| التصنيف العام | التصنيف العام            | التصنيف العام             | التصنيف العام  | التصنيف العام |
| المتسابقة     | المتسابقة                | الفريق                    | الوقت          |               |
| ------------- | ------------------------ | ------------------------- | -------------- | ------------- |
| 1             | أنيميك فان فليوتن        | موفيستار للسيدات ‏         | 12 س 19 د 36 ث |               |
| 2             | أنطونيا نيدرماير         | كانيون–إس آر إيه إم ‏      | + 2 د 07 ث     |               |
| 3             | Veronica Ewers ‏          | EF Education–Tibco–SVB ‏   | + 2 د 18 ث     |               |
| 4             | جولييت لابوس             | فريق سنويب للسيدات ‏       | + 3 د 00 ث     |               |
| 5             | Gaia Realini ‏            | Lidl–Trek (women's team) ‏ | + 3 د 14 ث     |               |
| 6             | مارغريتا فيكتوريا غارسيا | ليف ريسينغ ‏               | + 3 د 39 ث     |               |
| 7             | إيريكا ماجندي            | يو أي أيه تيم ‏            | + 3 د 39 ث     |               |
| 8             | سيسيلي أوتوب لودفيغ      | FDJ–Suez ‏                 | + 4 د 29 ث     |               |
| 9             | أني سانستيبان            | Liv AlUla Jayco ‏          | + 4 د 57 ث     |               |
| 10            | Niamh Fisher-Black ‏      | إس دي وركس ‏               | + 5 د 03 ث     |               |
|               |                          |                           |                |               |
|               |                          |                           |                |               |

### مرحلة 6
هي مرحلة جبلية، أقيمت في 5 يوليو 2023، وامتدّت لمسافة 104.4 كيلومتر. فاز بالمركز الأول، وتصدر الترتيب العام في نهاية المرحلة وترتيب النقاط وترتيب التسلق أنيميك فان فليوتن، وتصدر ترتيب الفرق Trek-Segafredo Women 2023 ‏، وتصدر ترتيب النقاط للشباب Gaia Realini ‏.
| التصنيف العام | التصنيف العام            | التصنيف العام             | التصنيف العام  | التصنيف العام |
| المتسابقة     | المتسابقة                | الفريق                    | الوقت          |               |
| ------------- | ------------------------ | ------------------------- | -------------- | ------------- |
| 1             | أنيميك فان فليوتن        | موفيستار للسيدات ‏         | 14 س 58 د 29 ث |               |
| 2             | Veronica Ewers ‏          | EF Education–Tibco–SVB ‏   | + 3 د 03 ث     |               |
| 3             | جولييت لابوس             | فريق سنويب للسيدات ‏       | + 3 د 39 ث     |               |
| 4             | Gaia Realini ‏            | Lidl–Trek (women's team) ‏ | + 3 د 59 ث     |               |
| 5             | مارغريتا فيكتوريا غارسيا | ليف ريسينغ ‏               | + 4 د 18 ث     |               |
| 6             | إيريكا ماجندي            | يو أي أيه تيم ‏            | + 4 د 21 ث     |               |
| 7             | سيسيلي أوتوب لودفيغ      | FDJ–Suez ‏                 | + 5 د 11 ث     |               |
| 8             | أني سانستيبان            | Liv AlUla Jayco ‏          | + 5 د 36 ث     |               |
| 9             | Niamh Fisher-Black ‏      | إس دي وركس ‏               | + 5 د 42 ث     |               |
| 10            | Silvia Persico ‏          | يو أي أيه تيم ‏            | + 5 د 50 ث     |               |
|               |                          |                           |                |               |
|               |                          |                           |                |               |

### مرحلة 7
هي مرحلة جبلية، أقيمت في 6 يوليو 2023، وامتدّت لمسافة 109.1 كيلومتر. فاز بالمركز الأول، وتصدر الترتيب العام في نهاية المرحلة وترتيب النقاط وترتيب التسلق أنيميك فان فليوتن، وتصدر ترتيب الفرق 2023 Movistar Women ‏، وتصدر ترتيب النقاط للشباب Gaia Realini ‏.
| التصنيف العام | التصنيف العام            | التصنيف العام             | التصنيف العام  | التصنيف العام |
| المتسابقة     | المتسابقة                | الفريق                    | الوقت          |               |
| ------------- | ------------------------ | ------------------------- | -------------- | ------------- |
| 1             | أنيميك فان فليوتن        | موفيستار للسيدات ‏         | 18 س 06 د 11 ث |               |
| 2             | جولييت لابوس             | فريق سنويب للسيدات ‏       | + 3 د 56 ث     |               |
| 3             | Gaia Realini ‏            | Lidl–Trek (women's team) ‏ | + 4 د 25 ث     |               |
| 4             | Veronica Ewers ‏          | EF Education–Tibco–SVB ‏   | + 5 د 35 ث     |               |
| 5             | إيريكا ماجندي            | يو أي أيه تيم ‏            | + 5 د 37 ث     |               |
| 6             | سيسيلي أوتوب لودفيغ      | FDJ–Suez ‏                 | + 6 د 16 ث     |               |
| 7             | مارغريتا فيكتوريا غارسيا | ليف ريسينغ ‏               | + 6 د 25 ث     |               |
| 8             | Niamh Fisher-Black ‏      | إس دي وركس ‏               | + 6 د 58 ث     |               |
| 9             | Silvia Persico ‏          | يو أي أيه تيم ‏            | + 7 د 01 ث     |               |
| 10            | أني سانستيبان            | Liv AlUla Jayco ‏          | + 9 د 12 ث     |               |
|               |                          |                           |                |               |
|               |                          |                           |                |               |

### مرحلة 8
هي مرحلة جبلية، أقيمت في 8 يوليو 2023، وامتدّت لمسافة 125.7 كيلومتر. فاز بالمركز الأول Blanka Vas ‏، وتصدر ترتيب التسلق وترتيب النقاط والترتيب العام في نهاية المرحلة أنيميك فان فليوتن، وتصدر ترتيب الفرق 2023 Movistar Women ‏، وتصدر ترتيب النقاط للشباب وتصنيف الجنسيات Gaia Realini ‏.
| التصنيف العام | التصنيف العام            | التصنيف العام             | التصنيف العام  | التصنيف العام |
| المتسابقة     | المتسابقة                | الفريق                    | الوقت          |               |
| ------------- | ------------------------ | ------------------------- | -------------- | ------------- |
| 1             | أنيميك فان فليوتن        | موفيستار للسيدات ‏         | 21 س 06 د 52 ث |               |
| 2             | جولييت لابوس             | فريق سنويب للسيدات ‏       | + 3 د 56 ث     |               |
| 3             | Gaia Realini ‏            | Lidl–Trek (women's team) ‏ | + 4 د 23 ث     |               |
| 4             | إيريكا ماجندي            | يو أي أيه تيم ‏            | + 5 د 34 ث     |               |
| 5             | Veronica Ewers ‏          | EF Education–Tibco–SVB ‏   | + 5 د 35 ث     |               |
| 6             | سيسيلي أوتوب لودفيغ      | FDJ–Suez ‏                 | + 6 د 16 ث     |               |
| 7             | مارغريتا فيكتوريا غارسيا | ليف ريسينغ ‏               | + 6 د 25 ث     |               |
| 8             | Silvia Persico ‏          | يو أي أيه تيم ‏            | + 7 د 01 ث     |               |
| 9             | Niamh Fisher-Black ‏      | إس دي وركس ‏               | + 7 د 28 ث     |               |
| 10            | أني سانستيبان            | Liv AlUla Jayco ‏          | + 9 د 12 ث     |               |
|               |                          |                           |                |               |
|               |                          |                           |                |               |

### مرحلة 9
هي مرحلة جبلية، أقيمت في 9 يوليو 2023، وامتدّت لمسافة 126.8 كيلومتر. فاز بالمركز الأول كيارا كونسوني، وتصدر ترتيب التسلق وترتيب النقاط والترتيب العام في نهاية المرحلة أنيميك فان فليوتن، وتصدر ترتيب الفرق 2023 Movistar Women ‏، وتصدر ترتيب النقاط للشباب وتصنيف الجنسيات Gaia Realini ‏.
| التصنيف العام | التصنيف العام            | التصنيف العام             | التصنيف العام  | التصنيف العام |
| المتسابقة     | المتسابقة                | الفريق                    | الوقت          |               |
| ------------- | ------------------------ | ------------------------- | -------------- | ------------- |
| 1             | أنيميك فان فليوتن        | موفيستار للسيدات ‏         | 24 س 26 د 25 ث |               |
| 2             | جولييت لابوس             | فريق سنويب للسيدات ‏       | + 3 د 56 ث     |               |
| 3             | Gaia Realini ‏            | Lidl–Trek (women's team) ‏ | + 4 د 23 ث     |               |
| 4             | Veronica Ewers ‏          | EF Education–Tibco–SVB ‏   | + 5 د 34 ث     |               |
| 5             | إيريكا ماجندي            | يو أي أيه تيم ‏            | + 5 د 34 ث     |               |
| 6             | سيسيلي أوتوب لودفيغ      | FDJ–Suez ‏                 | + 6 د 16 ث     |               |
| 7             | مارغريتا فيكتوريا غارسيا | ليف ريسينغ ‏               | + 6 د 25 ث     |               |
| 8             | Silvia Persico ‏          | يو أي أيه تيم ‏            | + 6 د 59 ث     |               |
| 9             | Niamh Fisher-Black ‏      | إس دي وركس ‏               | + 7 د 28 ث     |               |
| 10            | أني سانستيبان            | Liv AlUla Jayco ‏          | + 9 د 12 ث     |               |
|               |                          |                           |                |               |
|               |                          |                           |                |               |

## المشاركون
| موفيستار للسيدات ‏ MOV | موفيستار للسيدات ‏ MOV    | موفيستار للسيدات ‏ MOV |
| --------------------- | ------------------------ | --------------------- |
| م                     | عداء                     | مرتبة                 |
| 1                     | أنيميك فان فليوتن (طريق) | 1                     |
| 2                     | أود بيانيك               | 104                   |
| 3                     | شيلا جوتيريز             | 118                   |
| 4                     | ليان ليبرت (طريق)        | 16                    |
| 5                     | فلورتجي ماكايج           | 41                    |
| 6                     | سارا مارتين              | 83                    |
| 7                     | Paula Patiño ‏            | 18                    |

| إن إكس تي جي ريسينغ ‏ AGS | إن إكس تي جي ريسينغ ‏ AGS | إن إكس تي جي ريسينغ ‏ AGS |
| ------------------------ | ------------------------ | ------------------------ |
| م                        | عداء                     | مرتبة                    |
| 11                       | Justine Ghekiere ‏        | 24                       |
| 12                       | Marthe Goossens ‏         | 61                       |
| 13                       | Britt Knaven ‏            | لم يبدأ-5                |
| 14                       | Gaia Masetti ‏            | 45                       |
| 15                       | Ilse Pluimers ‏           | 70                       |
| 16                       | Ally Wollaston ‏ (طريق)   | 46                       |
| 17                       | Maud Rijnbeek ‏           | 64                       |

| Aromitalia–Basso Bikes–Vaiano ‏ VAI | Aromitalia–Basso Bikes–Vaiano ‏ VAI | Aromitalia–Basso Bikes–Vaiano ‏ VAI |
| ---------------------------------- | ---------------------------------- | ---------------------------------- |
| م                                  | عداء                               | مرتبة                              |
| 21                                 | Irene Affolati‏                     | 120                                |
| 22                                 | Lara Scarselli‏                     | لم يكمل السباق-6                   |
| 23                                 | Francesca Baroni ‏                  | 98                                 |
| 24                                 | Fanny Bonini‏                       | 128                                |
| 25                                 | Milena Del Sarto‏                   | لم يكمل السباق-9                   |
| 26                                 | راسا ليليفيتو                      | 75                                 |
| 27                                 | Ainhoa Moreno‏                      | لم يكمل السباق-4                   |

| بيبينك ‏ BPK | بيبينك ‏ BPK           | بيبينك ‏ BPK |
| ----------- | --------------------- | ----------- |
| م           | عداء                  | مرتبة       |
| 31          | Andrea Casagranda ‏    | 123         |
| 32          | Valentina Basilico ‏   | 96          |
| 33          | Karolina Karasiewicz ‏ | OTL-5       |
| 34          | Prisca Savi‏           | 127         |
| 35          | Giorgia Vettorello ‏   | 66          |
| 36          | Matilde Vitillo ‏      | 78          |
| 37          | Silvia Zanardi ‏       | 54          |

| بيزكايا دورانجو ‏ BDP | بيزكايا دورانجو ‏ BDP          | بيزكايا دورانجو ‏ BDP |
| -------------------- | ----------------------------- | -------------------- |
| م                    | عداء                          | مرتبة                |
| 41                   | لوسيا غونزاليس بلانكو         | 71                   |
| 42                   | Ana Vitória Magalhães ‏ (طريق) | لم يبدأ-4            |
| 43                   | Sandra Gutierrez‏              | 132                  |
| 44                   | Irene Mendez‏                  | 119                  |
| 45                   | Beatriz Pereira‏               | 133                  |
| 46                   | Sofia Rodríguez ‏              | لم يكمل السباق-9     |
| 47                   | Catalina Soto ‏                | لم يكمل السباق-9     |

| Born To Win–Zhiraf–G20 ‏ BTW | Born To Win–Zhiraf–G20 ‏ BTW | Born To Win–Zhiraf–G20 ‏ BTW |
| --------------------------- | --------------------------- | --------------------------- |
| م                           | عداء                        | مرتبة                       |
| 51                          | Sofia Barbieri‏              | لم يكمل السباق-3            |
| 52                          | Sara Casasola ‏              | لم يكمل السباق-8            |
| 53                          | Lea Fuchs ‏                  | 106                         |
| 54                          | Nika Myalitsina‏             | لم يكمل السباق-5            |
| 55                          | Yana Myalitsina‏             | 100                         |
| 56                          | Vanessa Santeliz‏            | OTL-5                       |
| 57                          | Ella Simpson‏                | لم يكمل السباق-3            |

| كانيون–إس آر إيه إم ‏ CSR | كانيون–إس آر إيه إم ‏ CSR      | كانيون–إس آر إيه إم ‏ CSR |
| ------------------------ | ----------------------------- | ------------------------ |
| م                        | عداء                          | مرتبة                    |
| 61                       | Neve Bradbury ‏                | لم يكمل السباق-9         |
| 62                       | تيفاني كرومويل                | 63                       |
| 63                       | كلو ديجيرت (طريق و زمني فردي) | 32                       |
| 64                       | أنطونيا نيدرماير              | لم يكمل السباق-6         |
| 65                       | ثريا بالادين                  | 27                       |
| 66                       | Pauliena Rooijakkers ‏         | 12                       |
| 67                       | سارة روي                      | 39                       |

| EF Education–Tibco–SVB ‏ TIB | EF Education–Tibco–SVB ‏ TIB | EF Education–Tibco–SVB ‏ TIB |
| --------------------------- | --------------------------- | --------------------------- |
| م                           | عداء                        | مرتبة                       |
| 71                          | Elizabeth Banks             | 99                          |
| 72                          | Letizia Borghesi ‏           | 40                          |
| 73                          | Veronica Ewers ‏             | 4                           |
| 74                          | Kathrin Hammes ‏             | لم يبدأ-4                   |
| 75                          | لورين ستيفنز                | 47                          |
| 76                          | Magdeleine Vallieres ‏       | لم يكمل السباق-9            |
| 77                          | جورجيا وليامز (زمني فردي)   | 42                          |

| FDJ–Suez ‏ FST | FDJ–Suez ‏ FST       | FDJ–Suez ‏ FST |
| ------------- | ------------------- | ------------- |
| م             | عداء                | مرتبة         |
| 81            | مارتا كافالي        | 14            |
| 82            | أوجيني دوفال        | 74            |
| 83            | Victorie Guilman ‏   | 21            |
| 84            | Marie Le Net ‏       | 44            |
| 85            | سيسيلي أوتوب لودفيغ | 6             |
| 86            | Évita Muzic ‏        | 17            |
| 87            | غلاديس فيرهلست ‏     | 60            |

| بلانتور بورا سيلينج تيم ‏ FED | بلانتور بورا سيلينج تيم ‏ FED | بلانتور بورا سيلينج تيم ‏ FED |
| ---------------------------- | ---------------------------- | ---------------------------- |
| م                            | عداء                         | مرتبة                        |
| 91                           | ماريا مارتينز                | لم يكمل السباق-4             |
| 92                           | Greta Marturano ‏             | 20                           |
| 93                           | Carina Schrempf ‏             | 69                           |
| 94                           | Petra Stiasny ‏               | 23                           |
| 95                           | إنج فان دير هيدين            | 35                           |
| 96                           | Annemarie Worst ‏             | 92                           |
| 97                           | صوفي رايت                    | 84                           |

| GB Junior Team Piemonte Pedale Castanese A.S.D.‏ GBJ | GB Junior Team Piemonte Pedale Castanese A.S.D.‏ GBJ | GB Junior Team Piemonte Pedale Castanese A.S.D.‏ GBJ |
| --------------------------------------------------- | --------------------------------------------------- | --------------------------------------------------- |
| م                                                   | عداء                                                | مرتبة                                               |
| 101                                                 | Noemi Lucrezia Eremita‏                              | 97                                                  |
| 102                                                 | Monia Garavaglia‏                                    | 131                                                 |
| 103                                                 | Giulia Giuliani‏                                     | 126                                                 |
| 104                                                 | Vittoria Ruffilli‏                                   | OTL-5                                               |
| 105                                                 | Gemma Sernissi ‏                                     | 117                                                 |
| 106                                                 | Sylvie Truc‏                                         | OTL-5                                               |
| 107                                                 | Elisa Valtulini‏                                     | لم يبدأ-4                                           |

| رالي سايكلنج ‏ HPW | رالي سايكلنج ‏ HPW    | رالي سايكلنج ‏ HPW |
| ----------------- | -------------------- | ----------------- |
| م                 | عداء                 | مرتبة             |
| 111               | Nina Buijsman ‏       | 26                |
| 112               | Audrey Cordon-Ragot  | 52                |
| 113               | Barbara Malcotti ‏    | 19                |
| 114               | Daria Pikulik ‏       | لم يكمل السباق-6  |
| 115               | Marit Raaijmakers ‏   | 94                |
| 116               | ليلي وليامز          | 80                |
| 117               | Eri Yonamine ‏ (طريق) | 82                |

| Isolmant–Premac–Vittoria ‏ SBT | Isolmant–Premac–Vittoria ‏ SBT | Isolmant–Premac–Vittoria ‏ SBT |
| ----------------------------- | ----------------------------- | ----------------------------- |
| م                             | عداء                          | مرتبة                         |
| 121                           | Carlotta Borello ‏             | 130                           |
| 122                           | Carmela Cipriani ‏             | 76                            |
| 123                           | Valeria Curnis‏                | لم يكمل السباق-3              |
| 124                           | Beatrice Rossato ‏             | 65                            |
| 125                           | Emanuela Zanetti‏              | OTL-5                         |
| 126                           | Asia Zontone ‏                 | 122                           |

| فريق كوجياس ميتلر لوك برو للدراجات ‏ CGS | فريق كوجياس ميتلر لوك برو للدراجات ‏ CGS | فريق كوجياس ميتلر لوك برو للدراجات ‏ CGS |
| --------------------------------------- | --------------------------------------- | --------------------------------------- |
| م                                       | عداء                                    | مرتبة                                   |
| 131                                     | Maggie Coles-Lyster ‏                    | لم يبدأ-5                               |
| 132                                     | Sofia Collinelli ‏                       | لم يبدأ-8                               |
| 133                                     | آنا كيزنهوفر                            | 53                                      |
| 134                                     | Silvia Magri ‏                           | 115                                     |
| 135                                     | Nguyễn Thị Thật ‏ (طريق)                 | لم يكمل السباق-8                        |
| 136                                     | Elizabeth Stannard ‏                     | 28                                      |
| 137                                     | إيلينا بيروني                           | 36                                      |

| ليف ريسينغ ‏ LIV | ليف ريسينغ ‏ LIV                             | ليف ريسينغ ‏ LIV |
| --------------- | ------------------------------------------- | --------------- |
| م               | عداء                                        | مرتبة           |
| 141             | Rachele Barbieri ‏                           | 95              |
| 142             | Valerie Demey ‏                              | 108             |
| 143             | مارغريتا فيكتوريا غارسيا (طريق و زمني فردي) | 7               |
| 144             | Marta Jaskulska ‏                            | 77              |
| 145             | Tereza Neumanová ‏                           | 72              |
| 146             | Katia Ragusa ‏                               | 107             |
| 147             | Quinty Ton ‏                                 | 50              |

| فريق سنويب للسيدات ‏ DSM | فريق سنويب للسيدات ‏ DSM | فريق سنويب للسيدات ‏ DSM |
| ----------------------- | ----------------------- | ----------------------- |
| م                       | عداء                    | مرتبة                   |
| 151                     | Francesca Barale ‏       | 30                      |
| 152                     | Eleonora Ciabocco ‏      | 79                      |
| 153                     | Megan Jastrab ‏          | 88                      |
| 154                     | فرانشيسكا كوش ‏          | 105                     |
| 155                     | جولييت لابوس            | 2                       |
| 156                     | Esmée Peperkamp ‏        | 15                      |
| 157                     | Becky Storrie ‏          | 51                      |

| Liv AlUla Jayco ‏ BEX | Liv AlUla Jayco ‏ BEX      | Liv AlUla Jayco ‏ BEX |
| -------------------- | ------------------------- | -------------------- |
| م                    | عداء                      | مرتبة                |
| 161                  | جورجيا بيكر               | 111                  |
| 162                  | Ingvild Gåskjenn ‏         | 55                   |
| 163                  | نينا كيسلر                | 89                   |
| 164                  | ليتيزيا باتيرنوستر        | 56                   |
| 165                  | Ruby Roseman-Gannon ‏      | 25                   |
| 166                  | أني سانستيبان             | 10                   |
| 167                  | Urška Žigart ‏ (زمني فردي) | لم يكمل السباق-6     |

| جامبو فيسما للسيدات ‏ TJV | جامبو فيسما للسيدات ‏ TJV | جامبو فيسما للسيدات ‏ TJV |
| ------------------------ | ------------------------ | ------------------------ |
| م                        | عداء                     | مرتبة                    |
| 171                      | Teuntje Beekhuis ‏        | 87                       |
| 172                      | Maud Oudeman ‏            | 93                       |
| 173                      | Linda Riedmann ‏          | 86                       |
| 174                      | Noemi Rüegg ‏             | 34                       |
| 175                      | Karlijn Swinkels ‏        | 85                       |
| 176                      | Fem van Empel ‏           | 11                       |
| 177                      | ماريان فوس               | 48                       |

| Team Mendelspeck ‏ MDS | Team Mendelspeck ‏ MDS | Team Mendelspeck ‏ MDS |
| --------------------- | --------------------- | --------------------- |
| م                     | عداء                  | مرتبة                 |
| 181                   | Emma Bernardi‏         | لم يكمل السباق-8      |
| 182                   | Alice Capasso‏         | 110                   |
| 183                   | ITA                   | 102                   |
| 184                   | Angela Oro‏            | 90                    |
| 185                   | Francesca Pisciali ‏   | لم يكمل السباق-9      |
| 186                   | Beatrice Pozzobon‏     | 125                   |
| 187                   | Francesca Tommasi‏     | 37                    |

| إس دي وركس ‏ SDW | إس دي وركس ‏ SDW                | إس دي وركس ‏ SDW |
| --------------- | ------------------------------ | --------------- |
| م               | عداء                           | مرتبة           |
| 191             | Niamh Fisher-Black ‏            | 9               |
| 192             | باربرا جوارشي                  | 101             |
| 193             | فيمكا ماركوس                   | 129             |
| 194             | Anna Shackley ‏                 | 13              |
| 195             | إيلينا سيتشيني                 | لم يبدأ-7       |
| 196             | Blanka Vas ‏ (طريق و زمني فردي) | 43              |
| 197             | لورينا ويبيس (طريق)            | لم يبدأ-7       |

| توب قيرلز فسى برتولو ‏ TOP | توب قيرلز فسى برتولو ‏ TOP | توب قيرلز فسى برتولو ‏ TOP |
| ------------------------- | ------------------------- | ------------------------- |
| م                         | عداء                      | مرتبة                     |
| 201                       | Giorgia Bariani ‏          | 113                       |
| 202                       | Alessia Missiaggia‏        | 109                       |
| 203                       | Iris Monticolo ‏           | 114                       |
| 204                       | Alice Palazzi‏             | 67                        |
| 205                       | Chiara Reghini‏            | 112                       |
| 206                       | Cristina Tonetti ‏         | 103                       |
| 207                       | Alessia Vigilia ‏          | 33                        |

| Lidl–Trek (women's team) ‏ LTK | Lidl–Trek (women's team) ‏ LTK         | Lidl–Trek (women's team) ‏ LTK |
| ----------------------------- | ------------------------------------- | ----------------------------- |
| م                             | عداء                                  | مرتبة                         |
| 211                           | Elynor Bäckstedt ‏                     | 116                           |
| 212                           | Lizzie Deignan                        | 38                            |
| 213                           | Lauretta Hanson ‏                      | 31                            |
| 214                           | ليزا كلاين                            | لم يكمل السباق-7              |
| 215                           | إليسا ونغو بورغيني (طريق و زمني فردي) | لم يبدأ-6                     |
| 216                           | Gaia Realini ‏                         | 3                             |
| 217                           | شيرين فان أنروي                       | 29                            |

| يو أي أيه تيم ‏ UAD | يو أي أيه تيم ‏ UAD | يو أي أيه تيم ‏ UAD |
| ------------------ | ------------------ | ------------------ |
| م                  | عداء               | مرتبة              |
| 221                | مارتا باستيانيلي   | 59                 |
| 222                | صوفيا بيرتيزولو    | 57                 |
| 223                | كيارا كونسوني      | 91                 |
| 224                | Karolina Kumięga ‏  | 62                 |
| 225                | Mikayla Harvey ‏    | 68                 |
| 226                | إيريكا ماجندي      | 5                  |
| 227                | Silvia Persico ‏    | 8                  |

| فريق أونو إكس برو للدراجات للسيدات ‏ UXT | فريق أونو إكس برو للدراجات للسيدات ‏ UXT | فريق أونو إكس برو للدراجات للسيدات ‏ UXT |
| --------------------------------------- | --------------------------------------- | --------------------------------------- |
| م                                       | عداء                                    | مرتبة                                   |
| 231                                     | Anniina Ahtosalo ‏ (طريق و زمني فردي)    | 124                                     |
| 232                                     | سوزان أندرسن (طريق)                     | 73                                      |
| 233                                     | إلينور باركر                            | 58                                      |
| 234                                     | ماريا جوليا كونفالونيري                 | 81                                      |
| 235                                     | أمالي ديديريكسن                         | 121                                     |
| 236                                     | أنوسكا كوستر                            | 22                                      |
| 237                                     | هانا لودفيغ                             | 49                                      |

| موفيستار للسيدات ‏ MOV | موفيستار للسيدات ‏ MOV    | موفيستار للسيدات ‏ MOV |
| --------------------- | ------------------------ | --------------------- |
| م                     | عداء                     | مرتبة                 |
| 1                     | أنيميك فان فليوتن (طريق) | 1                     |
| 2                     | أود بيانيك               | 104                   |
| 3                     | شيلا جوتيريز             | 118                   |
| 4                     | ليان ليبرت (طريق)        | 16                    |
| 5                     | فلورتجي ماكايج           | 41                    |
| 6                     | سارا مارتين              | 83                    |
| 7                     | Paula Patiño ‏            | 18                    |

| إن إكس تي جي ريسينغ ‏ AGS | إن إكس تي جي ريسينغ ‏ AGS | إن إكس تي جي ريسينغ ‏ AGS |
| ------------------------ | ------------------------ | ------------------------ |
| م                        | عداء                     | مرتبة                    |
| 11                       | Justine Ghekiere ‏        | 24                       |
| 12                       | Marthe Goossens ‏         | 61                       |
| 13                       | Britt Knaven ‏            | لم يبدأ-5                |
| 14                       | Gaia Masetti ‏            | 45                       |
| 15                       | Ilse Pluimers ‏           | 70                       |
| 16                       | Ally Wollaston ‏ (طريق)   | 46                       |
| 17                       | Maud Rijnbeek ‏           | 64                       |

| Aromitalia–Basso Bikes–Vaiano ‏ VAI | Aromitalia–Basso Bikes–Vaiano ‏ VAI | Aromitalia–Basso Bikes–Vaiano ‏ VAI |
| ---------------------------------- | ---------------------------------- | ---------------------------------- |
| م                                  | عداء                               | مرتبة                              |
| 21                                 | Irene Affolati‏                     | 120                                |
| 22                                 | Lara Scarselli‏                     | لم يكمل السباق-6                   |
| 23                                 | Francesca Baroni ‏                  | 98                                 |
| 24                                 | Fanny Bonini‏                       | 128                                |
| 25                                 | Milena Del Sarto‏                   | لم يكمل السباق-9                   |
| 26                                 | راسا ليليفيتو                      | 75                                 |
| 27                                 | Ainhoa Moreno‏                      | لم يكمل السباق-4                   |

| بيبينك ‏ BPK | بيبينك ‏ BPK           | بيبينك ‏ BPK |
| ----------- | --------------------- | ----------- |
| م           | عداء                  | مرتبة       |
| 31          | Andrea Casagranda ‏    | 123         |
| 32          | Valentina Basilico ‏   | 96          |
| 33          | Karolina Karasiewicz ‏ | OTL-5       |
| 34          | Prisca Savi‏           | 127         |
| 35          | Giorgia Vettorello ‏   | 66          |
| 36          | Matilde Vitillo ‏      | 78          |
| 37          | Silvia Zanardi ‏       | 54          |

| بيزكايا دورانجو ‏ BDP | بيزكايا دورانجو ‏ BDP          | بيزكايا دورانجو ‏ BDP |
| -------------------- | ----------------------------- | -------------------- |
| م                    | عداء                          | مرتبة                |
| 41                   | لوسيا غونزاليس بلانكو         | 71                   |
| 42                   | Ana Vitória Magalhães ‏ (طريق) | لم يبدأ-4            |
| 43                   | Sandra Gutierrez‏              | 132                  |
| 44                   | Irene Mendez‏                  | 119                  |
| 45                   | Beatriz Pereira‏               | 133                  |
| 46                   | Sofia Rodríguez ‏              | لم يكمل السباق-9     |
| 47                   | Catalina Soto ‏                | لم يكمل السباق-9     |

| Born To Win–Zhiraf–G20 ‏ BTW | Born To Win–Zhiraf–G20 ‏ BTW | Born To Win–Zhiraf–G20 ‏ BTW |
| --------------------------- | --------------------------- | --------------------------- |
| م                           | عداء                        | مرتبة                       |
| 51                          | Sofia Barbieri‏              | لم يكمل السباق-3            |
| 52                          | Sara Casasola ‏              | لم يكمل السباق-8            |
| 53                          | Lea Fuchs ‏                  | 106                         |
| 54                          | Nika Myalitsina‏             | لم يكمل السباق-5            |
| 55                          | Yana Myalitsina‏             | 100                         |
| 56                          | Vanessa Santeliz‏            | OTL-5                       |
| 57                          | Ella Simpson‏                | لم يكمل السباق-3            |

| كانيون–إس آر إيه إم ‏ CSR | كانيون–إس آر إيه إم ‏ CSR      | كانيون–إس آر إيه إم ‏ CSR |
| ------------------------ | ----------------------------- | ------------------------ |
| م                        | عداء                          | مرتبة                    |
| 61                       | Neve Bradbury ‏                | لم يكمل السباق-9         |
| 62                       | تيفاني كرومويل                | 63                       |
| 63                       | كلو ديجيرت (طريق و زمني فردي) | 32                       |
| 64                       | أنطونيا نيدرماير              | لم يكمل السباق-6         |
| 65                       | ثريا بالادين                  | 27                       |
| 66                       | Pauliena Rooijakkers ‏         | 12                       |
| 67                       | سارة روي                      | 39                       |

| EF Education–Tibco–SVB ‏ TIB | EF Education–Tibco–SVB ‏ TIB | EF Education–Tibco–SVB ‏ TIB |
| --------------------------- | --------------------------- | --------------------------- |
| م                           | عداء                        | مرتبة                       |
| 71                          | Elizabeth Banks             | 99                          |
| 72                          | Letizia Borghesi ‏           | 40                          |
| 73                          | Veronica Ewers ‏             | 4                           |
| 74                          | Kathrin Hammes ‏             | لم يبدأ-4                   |
| 75                          | لورين ستيفنز                | 47                          |
| 76                          | Magdeleine Vallieres ‏       | لم يكمل السباق-9            |
| 77                          | جورجيا وليامز (زمني فردي)   | 42                          |

| FDJ–Suez ‏ FST | FDJ–Suez ‏ FST       | FDJ–Suez ‏ FST |
| ------------- | ------------------- | ------------- |
| م             | عداء                | مرتبة         |
| 81            | مارتا كافالي        | 14            |
| 82            | أوجيني دوفال        | 74            |
| 83            | Victorie Guilman ‏   | 21            |
| 84            | Marie Le Net ‏       | 44            |
| 85            | سيسيلي أوتوب لودفيغ | 6             |
| 86            | Évita Muzic ‏        | 17            |
| 87            | غلاديس فيرهلست ‏     | 60            |

| بلانتور بورا سيلينج تيم ‏ FED | بلانتور بورا سيلينج تيم ‏ FED | بلانتور بورا سيلينج تيم ‏ FED |
| ---------------------------- | ---------------------------- | ---------------------------- |
| م                            | عداء                         | مرتبة                        |
| 91                           | ماريا مارتينز                | لم يكمل السباق-4             |
| 92                           | Greta Marturano ‏             | 20                           |
| 93                           | Carina Schrempf ‏             | 69                           |
| 94                           | Petra Stiasny ‏               | 23                           |
| 95                           | إنج فان دير هيدين            | 35                           |
| 96                           | Annemarie Worst ‏             | 92                           |
| 97                           | صوفي رايت                    | 84                           |

| GB Junior Team Piemonte Pedale Castanese A.S.D.‏ GBJ | GB Junior Team Piemonte Pedale Castanese A.S.D.‏ GBJ | GB Junior Team Piemonte Pedale Castanese A.S.D.‏ GBJ |
| --------------------------------------------------- | --------------------------------------------------- | --------------------------------------------------- |
| م                                                   | عداء                                                | مرتبة                                               |
| 101                                                 | Noemi Lucrezia Eremita‏                              | 97                                                  |
| 102                                                 | Monia Garavaglia‏                                    | 131                                                 |
| 103                                                 | Giulia Giuliani‏                                     | 126                                                 |
| 104                                                 | Vittoria Ruffilli‏                                   | OTL-5                                               |
| 105                                                 | Gemma Sernissi ‏                                     | 117                                                 |
| 106                                                 | Sylvie Truc‏                                         | OTL-5                                               |
| 107                                                 | Elisa Valtulini‏                                     | لم يبدأ-4                                           |

| رالي سايكلنج ‏ HPW | رالي سايكلنج ‏ HPW    | رالي سايكلنج ‏ HPW |
| ----------------- | -------------------- | ----------------- |
| م                 | عداء                 | مرتبة             |
| 111               | Nina Buijsman ‏       | 26                |
| 112               | Audrey Cordon-Ragot  | 52                |
| 113               | Barbara Malcotti ‏    | 19                |
| 114               | Daria Pikulik ‏       | لم يكمل السباق-6  |
| 115               | Marit Raaijmakers ‏   | 94                |
| 116               | ليلي وليامز          | 80                |
| 117               | Eri Yonamine ‏ (طريق) | 82                |

| Isolmant–Premac–Vittoria ‏ SBT | Isolmant–Premac–Vittoria ‏ SBT | Isolmant–Premac–Vittoria ‏ SBT |
| ----------------------------- | ----------------------------- | ----------------------------- |
| م                             | عداء                          | مرتبة                         |
| 121                           | Carlotta Borello ‏             | 130                           |
| 122                           | Carmela Cipriani ‏             | 76                            |
| 123                           | Valeria Curnis‏                | لم يكمل السباق-3              |
| 124                           | Beatrice Rossato ‏             | 65                            |
| 125                           | Emanuela Zanetti‏              | OTL-5                         |
| 126                           | Asia Zontone ‏                 | 122                           |

| فريق كوجياس ميتلر لوك برو للدراجات ‏ CGS | فريق كوجياس ميتلر لوك برو للدراجات ‏ CGS | فريق كوجياس ميتلر لوك برو للدراجات ‏ CGS |
| --------------------------------------- | --------------------------------------- | --------------------------------------- |
| م                                       | عداء                                    | مرتبة                                   |
| 131                                     | Maggie Coles-Lyster ‏                    | لم يبدأ-5                               |
| 132                                     | Sofia Collinelli ‏                       | لم يبدأ-8                               |
| 133                                     | آنا كيزنهوفر                            | 53                                      |
| 134                                     | Silvia Magri ‏                           | 115                                     |
| 135                                     | Nguyễn Thị Thật ‏ (طريق)                 | لم يكمل السباق-8                        |
| 136                                     | Elizabeth Stannard ‏                     | 28                                      |
| 137                                     | إيلينا بيروني                           | 36                                      |

| ليف ريسينغ ‏ LIV | ليف ريسينغ ‏ LIV                             | ليف ريسينغ ‏ LIV |
| --------------- | ------------------------------------------- | --------------- |
| م               | عداء                                        | مرتبة           |
| 141             | Rachele Barbieri ‏                           | 95              |
| 142             | Valerie Demey ‏                              | 108             |
| 143             | مارغريتا فيكتوريا غارسيا (طريق و زمني فردي) | 7               |
| 144             | Marta Jaskulska ‏                            | 77              |
| 145             | Tereza Neumanová ‏                           | 72              |
| 146             | Katia Ragusa ‏                               | 107             |
| 147             | Quinty Ton ‏                                 | 50              |

| فريق سنويب للسيدات ‏ DSM | فريق سنويب للسيدات ‏ DSM | فريق سنويب للسيدات ‏ DSM |
| ----------------------- | ----------------------- | ----------------------- |
| م                       | عداء                    | مرتبة                   |
| 151                     | Francesca Barale ‏       | 30                      |
| 152                     | Eleonora Ciabocco ‏      | 79                      |
| 153                     | Megan Jastrab ‏          | 88                      |
| 154                     | فرانشيسكا كوش ‏          | 105                     |
| 155                     | جولييت لابوس            | 2                       |
| 156                     | Esmée Peperkamp ‏        | 15                      |
| 157                     | Becky Storrie ‏          | 51                      |

| Liv AlUla Jayco ‏ BEX | Liv AlUla Jayco ‏ BEX      | Liv AlUla Jayco ‏ BEX |
| -------------------- | ------------------------- | -------------------- |
| م                    | عداء                      | مرتبة                |
| 161                  | جورجيا بيكر               | 111                  |
| 162                  | Ingvild Gåskjenn ‏         | 55                   |
| 163                  | نينا كيسلر                | 89                   |
| 164                  | ليتيزيا باتيرنوستر        | 56                   |
| 165                  | Ruby Roseman-Gannon ‏      | 25                   |
| 166                  | أني سانستيبان             | 10                   |
| 167                  | Urška Žigart ‏ (زمني فردي) | لم يكمل السباق-6     |

| جامبو فيسما للسيدات ‏ TJV | جامبو فيسما للسيدات ‏ TJV | جامبو فيسما للسيدات ‏ TJV |
| ------------------------ | ------------------------ | ------------------------ |
| م                        | عداء                     | مرتبة                    |
| 171                      | Teuntje Beekhuis ‏        | 87                       |
| 172                      | Maud Oudeman ‏            | 93                       |
| 173                      | Linda Riedmann ‏          | 86                       |
| 174                      | Noemi Rüegg ‏             | 34                       |
| 175                      | Karlijn Swinkels ‏        | 85                       |
| 176                      | Fem van Empel ‏           | 11                       |
| 177                      | ماريان فوس               | 48                       |

| Team Mendelspeck ‏ MDS | Team Mendelspeck ‏ MDS | Team Mendelspeck ‏ MDS |
| --------------------- | --------------------- | --------------------- |
| م                     | عداء                  | مرتبة                 |
| 181                   | Emma Bernardi‏         | لم يكمل السباق-8      |
| 182                   | Alice Capasso‏         | 110                   |
| 183                   | ITA                   | 102                   |
| 184                   | Angela Oro‏            | 90                    |
| 185                   | Francesca Pisciali ‏   | لم يكمل السباق-9      |
| 186                   | Beatrice Pozzobon‏     | 125                   |
| 187                   | Francesca Tommasi‏     | 37                    |

| إس دي وركس ‏ SDW | إس دي وركس ‏ SDW                | إس دي وركس ‏ SDW |
| --------------- | ------------------------------ | --------------- |
| م               | عداء                           | مرتبة           |
| 191             | Niamh Fisher-Black ‏            | 9               |
| 192             | باربرا جوارشي                  | 101             |
| 193             | فيمكا ماركوس                   | 129             |
| 194             | Anna Shackley ‏                 | 13              |
| 195             | إيلينا سيتشيني                 | لم يبدأ-7       |
| 196             | Blanka Vas ‏ (طريق و زمني فردي) | 43              |
| 197             | لورينا ويبيس (طريق)            | لم يبدأ-7       |

| توب قيرلز فسى برتولو ‏ TOP | توب قيرلز فسى برتولو ‏ TOP | توب قيرلز فسى برتولو ‏ TOP |
| ------------------------- | ------------------------- | ------------------------- |
| م                         | عداء                      | مرتبة                     |
| 201                       | Giorgia Bariani ‏          | 113                       |
| 202                       | Alessia Missiaggia‏        | 109                       |
| 203                       | Iris Monticolo ‏           | 114                       |
| 204                       | Alice Palazzi‏             | 67                        |
| 205                       | Chiara Reghini‏            | 112                       |
| 206                       | Cristina Tonetti ‏         | 103                       |
| 207                       | Alessia Vigilia ‏          | 33                        |

| Lidl–Trek (women's team) ‏ LTK | Lidl–Trek (women's team) ‏ LTK         | Lidl–Trek (women's team) ‏ LTK |
| ----------------------------- | ------------------------------------- | ----------------------------- |
| م                             | عداء                                  | مرتبة                         |
| 211                           | Elynor Bäckstedt ‏                     | 116                           |
| 212                           | Lizzie Deignan                        | 38                            |
| 213                           | Lauretta Hanson ‏                      | 31                            |
| 214                           | ليزا كلاين                            | لم يكمل السباق-7              |
| 215                           | إليسا ونغو بورغيني (طريق و زمني فردي) | لم يبدأ-6                     |
| 216                           | Gaia Realini ‏                         | 3                             |
| 217                           | شيرين فان أنروي                       | 29                            |

| يو أي أيه تيم ‏ UAD | يو أي أيه تيم ‏ UAD | يو أي أيه تيم ‏ UAD |
| ------------------ | ------------------ | ------------------ |
| م                  | عداء               | مرتبة              |
| 221                | مارتا باستيانيلي   | 59                 |
| 222                | صوفيا بيرتيزولو    | 57                 |
| 223                | كيارا كونسوني      | 91                 |
| 224                | Karolina Kumięga ‏  | 62                 |
| 225                | Mikayla Harvey ‏    | 68                 |
| 226                | إيريكا ماجندي      | 5                  |
| 227                | Silvia Persico ‏    | 8                  |

| فريق أونو إكس برو للدراجات للسيدات ‏ UXT | فريق أونو إكس برو للدراجات للسيدات ‏ UXT | فريق أونو إكس برو للدراجات للسيدات ‏ UXT |
| --------------------------------------- | --------------------------------------- | --------------------------------------- |
| م                                       | عداء                                    | مرتبة                                   |
| 231                                     | Anniina Ahtosalo ‏ (طريق و زمني فردي)    | 124                                     |
| 232                                     | سوزان أندرسن (طريق)                     | 73                                      |
| 233                                     | إلينور باركر                            | 58                                      |
| 234                                     | ماريا جوليا كونفالونيري                 | 81                                      |
| 235                                     | أمالي ديديريكسن                         | 121                                     |
| 236                                     | أنوسكا كوستر                            | 22                                      |
| 237                                     | هانا لودفيغ                             | 49                                      |

## التصنيف العام النهائي
| التصنيف العام | التصنيف العام            | التصنيف العام             | التصنيف العام  | التصنيف العام |
| المتسابقة     | المتسابقة                | الفريق                    | الوقت          |               |
| ------------- | ------------------------ | ------------------------- | -------------- | ------------- |
| 1             | أنيميك فان فليوتن        | موفيستار للسيدات ‏         | 24 س 26 د 25 ث |               |
| 2             | جولييت لابوس             | فريق سنويب للسيدات ‏       | + 3 د 56 ث     |               |
| 3             | Gaia Realini ‏            | Lidl–Trek (women's team) ‏ | + 4 د 23 ث     |               |
| 4             | Veronica Ewers ‏          | EF Education–Tibco–SVB ‏   | + 5 د 34 ث     |               |
| 5             | إيريكا ماجندي            | يو أي أيه تيم ‏            | + 5 د 34 ث     |               |
| 6             | سيسيلي أوتوب لودفيغ      | FDJ–Suez ‏                 | + 6 د 16 ث     |               |
| 7             | مارغريتا فيكتوريا غارسيا | ليف ريسينغ ‏               | + 6 د 25 ث     |               |
| 8             | Silvia Persico ‏          | يو أي أيه تيم ‏            | + 6 د 59 ث     |               |
| 9             | Niamh Fisher-Black ‏      | إس دي وركس ‏               | + 7 د 28 ث     |               |
| 10            | أني سانستيبان            | Liv AlUla Jayco ‏          | + 9 د 12 ث     |               |
|               |                          |                           |                |               |
|               |                          |                           |                |               |

### تصنيف النقاط
| تصنيف النقاط | تصنيف النقاط             | تصنيف النقاط            | تصنيف النقاط | تصنيف النقاط |
| المتسابقة    | المتسابقة                | الفريق                  | النقاط       |              |
| ------------ | ------------------------ | ----------------------- | ------------ | ------------ |
| 1            | أنيميك فان فليوتن        | موفيستار للسيدات ‏       | 67 نقطة      |              |
| 2            | كلو ديجيرت               | كانيون–إس آر إيه إم ‏    | 35 نقطة      |              |
| 3            | ماريان فوس               | جامبو فيسما للسيدات ‏    | 31 نقطة      |              |
| 4            | جولييت لابوس             | فريق سنويب للسيدات ‏     | 30 نقطة      |              |
| 5            | ليان ليبرت               | موفيستار للسيدات ‏       | 28 نقطة      |              |
| 6            | Silvia Persico ‏          | يو أي أيه تيم ‏          | 24 نقطة      |              |
| 7            | سيسيلي أوتوب لودفيغ      | FDJ–Suez ‏               | 23 نقطة      |              |
| 8            | Veronica Ewers ‏          | EF Education–Tibco–SVB ‏ | 20 نقطة      |              |
| 9            | كيارا كونسوني            | يو أي أيه تيم ‏          | 18 نقطة      |              |
| 10           | مارغريتا فيكتوريا غارسيا | ليف ريسينغ ‏             | 18 نقطة      |              |
|              |                          |                         |              |              |
|              |                          |                         |              |              |

### تصنيف الجبال
| تصنيف الجبال | تصنيف الجبال        | تصنيف الجبال                        | تصنيف الجبال | تصنيف الجبال |
| المتسابقة    | المتسابقة           | الفريق                              | النقاط       |              |
| ------------ | ------------------- | ----------------------------------- | ------------ | ------------ |
| 1            | أنيميك فان فليوتن   | موفيستار للسيدات ‏                   | 71 نقطة      |              |
| 2            | Gaia Realini ‏       | Lidl–Trek (women's team) ‏           | 35 نقطة      |              |
| 3            | Niamh Fisher-Black ‏ | إس دي وركس ‏                         | 34 نقطة      |              |
| 4            | Fem van Empel ‏      | جامبو فيسما للسيدات ‏                | 24 نقطة      |              |
| 5            | مارتا كافالي        | FDJ–Suez ‏                           | 23 نقطة      |              |
| 6            | Veronica Ewers ‏     | EF Education–Tibco–SVB ‏             | 18 نقطة      |              |
| 7            | أنوسكا كوستر        | فريق أونو إكس برو للدراجات للسيدات ‏ | 15 نقطة      |              |
| 8            | ليان ليبرت          | موفيستار للسيدات ‏                   | 15 نقطة      |              |
| 9            | جولييت لابوس        | فريق سنويب للسيدات ‏                 | 13 نقطة      |              |
| 10           | أني سانستيبان       | Liv AlUla Jayco ‏                    | 11 نقطة      |              |
|              |                     |                                     |              |              |
|              |                     |                                     |              |              |

## تصنيف الفرق

### الفرق حسب الوقت
| تصنيف الفرق حسب الوقت | تصنيف الفرق حسب الوقت     | تصنيف الفرق حسب الوقت | تصنيف الفرق حسب الوقت |
| الفريق                | الفريق                    | الوقت                 |                       |
| --------------------- | ------------------------- | --------------------- | --------------------- |
| 1                     | موفيستار للسيدات ‏         | 73 س 54 د 51 ث        |                       |
| 2                     | FDJ–Suez ‏                 | + 73 س 55 د 37 ث      |                       |
| 3                     | Lidl–Trek (women's team) ‏ | + 74 س 05 د 36 ث      |                       |
| 4                     | فريق سنويب للسيدات ‏       | + 74 س 16 د 25 ث      |                       |
| 5                     | كانيون–إس آر إيه إم ‏      | + 74 س 20 د 26 ث      |                       |
| 6                     | يو أي أيه تيم ‏            | + 74 س 22 د 33 ث      |                       |
| 7                     | إس دي وركس ‏               | + 74 س 26 د 18 ث      |                       |
| 8                     | Liv AlUla Jayco ‏          | + 74 س 32 د 19 ث      |                       |
| 9                     | بلانتور بورا سيلينج تيم ‏  | + 74 س 39 د 03 ث      |                       |
| 10                    | EF Education–Tibco–SVB ‏   | + 74 س 43 د 13 ث      |                       |
|                       |                           |                       |                       |
|                       |                           |                       |                       |

## تصانيف فرعية

### تصنيف أفضل شاب
| تصنيف أفضل شابة | تصنيف أفضل شابة   | تصنيف أفضل شابة           | تصنيف أفضل شابة | تصنيف أفضل شابة |
| المتسابقة       | المتسابقة         | الفريق                    | الوقت           |                 |
| --------------- | ----------------- | ------------------------- | --------------- | --------------- |
| 1               | Gaia Realini ‏     | Lidl–Trek (women's team) ‏ | 24 س 30 د 48 ث  |                 |
| 2               | Fem van Empel ‏    | جامبو فيسما للسيدات ‏      | + 6 د 21 ث      |                 |
| 3               | Anna Shackley ‏    | إس دي وركس ‏               | + 8 د 15 ث      |                 |
| 4               | Petra Stiasny ‏    | بلانتور بورا سيلينج تيم ‏  | + 25 د 48 ث     |                 |
| 5               | شيرين فان أنروي   | Lidl–Trek (women's team) ‏ | + 29 د 13 ث     |                 |
| 6               | Francesca Barale ‏ | فريق سنويب للسيدات ‏       | + 31 د 37 ث     |                 |
| 7               | Noemi Rüegg ‏      | جامبو فيسما للسيدات ‏      | + 37 د 27 ث     |                 |
| 8               | Blanka Vas ‏       | إس دي وركس ‏               | + 45 د 32 ث     |                 |
| 9               | Gaia Masetti ‏     | إن إكس تي جي ريسينغ ‏      | + 49 د 45 ث     |                 |
| 10              | Ally Wollaston ‏   | إن إكس تي جي ريسينغ ‏      | + 50 د 30 ث     |                 |
|                 |                   |                           |                 |                 |
|                 |                   |                           |                 |                 |